# Championnat de Roumanie de football 1931-1932
Navigation
Saison précédente Saison suivante
La saison 1931-1932 du Championnat de Roumanie de football était la 20e édition de la première division roumaine.
Les 5 clubs vainqueurs des 5 championnats régionaux roumains participent à la compétition. Le championnat national est disputé sous forme de coupe à élimination directe. C'est le Venus FC Bucarest qui remporte la compétition et décroche le 4e titre de champion de Roumanie de son histoire.

## Les 5 clubs participants
(entre parenthèses, la région d'appartenance du club)
- Venus FC Bucarest (Sud)
- UD Reșița (Ouest)
- Crișana Oradea (Nord)
- Maccabi Cernăuți (Est)
- Muresul Târgu Mureș (Centre)

## Compétition

### Tour préliminaire
La compétition a lieu sous forme de coupe, avec match simple. En cas de match nul, la rencontre est rejouée sur le même terrain.
|  | Barrage             | Barrage               | Barrage             | Barrage             |             |   | Demi-finales            | Demi-finales            | Demi-finales            | Demi-finales            |  |  | Finale                     | Finale                     | Finale                     | Finale                     |
|  |                     |                       |                     |                     |             |   |                         |                         |                         |                         |  |  |                            |                            |                            |                            |
|  |                     |                       |                     |                     |             |   | 19 juin 1932 à Bucarest | 19 juin 1932 à Bucarest | 19 juin 1932 à Bucarest | 19 juin 1932 à Bucarest |  |  | 10 juillet 1932 à Bucarest | 10 juillet 1932 à Bucarest | 10 juillet 1932 à Bucarest | 10 juillet 1932 à Bucarest |
|  |                     |                       |                     |                     |             |   | 19 juin 1932 à Bucarest | 19 juin 1932 à Bucarest | 19 juin 1932 à Bucarest | 19 juin 1932 à Bucarest |  |  | 10 juillet 1932 à Bucarest | 10 juillet 1932 à Bucarest | 10 juillet 1932 à Bucarest | 10 juillet 1932 à Bucarest |
|  |                     |                       |                     |                     |             |   | 19 juin 1932 à Bucarest | 19 juin 1932 à Bucarest | 19 juin 1932 à Bucarest | 19 juin 1932 à Bucarest |  |  | 10 juillet 1932 à Bucarest | 10 juillet 1932 à Bucarest | 10 juillet 1932 à Bucarest | 10 juillet 1932 à Bucarest |
|  |                     |                       |                     |                     |             |   | 19 juin 1932 à Bucarest | 19 juin 1932 à Bucarest | 19 juin 1932 à Bucarest | 19 juin 1932 à Bucarest |  |  | 10 juillet 1932 à Bucarest | 10 juillet 1932 à Bucarest | 10 juillet 1932 à Bucarest | 10 juillet 1932 à Bucarest |
|  |                     |                       |                     |                     |             |   | 19 juin 1932 à Bucarest | 19 juin 1932 à Bucarest | 19 juin 1932 à Bucarest | 19 juin 1932 à Bucarest |  |  | 10 juillet 1932 à Bucarest | 10 juillet 1932 à Bucarest | 10 juillet 1932 à Bucarest | 10 juillet 1932 à Bucarest |
|  | Venus FC Bucarest   | Venus FC Bucarest     | 5                   | 5                   |             |   |                         |                         |                         |                         |  |  | 10 juillet 1932 à Bucarest | 10 juillet 1932 à Bucarest | 10 juillet 1932 à Bucarest | 10 juillet 1932 à Bucarest |
|  | Venus FC Bucarest   | Venus FC Bucarest     | 5                   | 5                   |             |   |                         |                         |                         |                         |  |  | 10 juillet 1932 à Bucarest | 10 juillet 1932 à Bucarest | 10 juillet 1932 à Bucarest | 10 juillet 1932 à Bucarest |
|  |                     |                       | Maccabi Cernăuți    | Maccabi Cernăuți    | 0           | 0 |                         |                         |                         |                         |  |  | 10 juillet 1932 à Bucarest | 10 juillet 1932 à Bucarest | 10 juillet 1932 à Bucarest | 10 juillet 1932 à Bucarest |
|  |                     |                       |                     |                     | 0           | 0 |                         |                         |                         |                         |  |  | 10 juillet 1932 à Bucarest | 10 juillet 1932 à Bucarest | 10 juillet 1932 à Bucarest | 10 juillet 1932 à Bucarest |
|  |                     | 26 juin 1932 à Reșița |                     |                     |             |   |                         |                         |                         |                         |  |  | 10 juillet 1932 à Bucarest | 10 juillet 1932 à Bucarest | 10 juillet 1932 à Bucarest | 10 juillet 1932 à Bucarest |
|  |                     |                       |                     |                     |             |   |                         |                         |                         |                         |  |  | 10 juillet 1932 à Bucarest | 10 juillet 1932 à Bucarest | 10 juillet 1932 à Bucarest | 10 juillet 1932 à Bucarest |
|  | Venus FC Bucarest   | Venus FC Bucarest     | 3                   | 3                   |             |   |                         |                         |                         |                         |  |  |                            |                            |                            |                            |
|  | Venus FC Bucarest   | Venus FC Bucarest     | 3                   | 3                   |             |   |                         |                         |                         |                         |  |  |                            |                            |                            |                            |
|  |                     |                       | UD Reșița (T)       | UD Reșița (T)       | 0           | 0 |                         |                         |                         |                         |  |  |                            |                            |                            |                            |
|  |                     |                       |                     |                     | 0           | 0 |                         |                         |                         |                         |  |  |                            |                            |                            |                            |
|  |                     |                       |                     |                     |             |   |                         |                         |                         |                         |  |  |                            |                            |                            |                            |
|  |                     |                       |                     |                     |             |   |                         |                         |                         |                         |  |  |                            |                            |                            |                            |
|  | UD Reșița (T)       | UD Reșița (T)         | 8                   | 8                   |             |   |                         |                         |                         |                         |  |  |                            |                            |                            |                            |
|  | UD Reșița (T)       | UD Reșița (T)         | 8                   | 8                   | 5 juin 1932 |   |                         |                         |                         |                         |  |  |                            |                            |                            |                            |
|  |                     |                       | Muresul Târgu Mureș | Muresul Târgu Mureș | 2           | 2 |                         |                         |                         |                         |  |  |                            |                            |                            |                            |
|  | Muresul Târgu Mureș | Muresul Târgu Mureș   | Muresul Târgu Mureș | Muresul Târgu Mureș | 2           | 2 | 2                       | 2                       |                         |                         |  |  |                            |                            |                            |                            |
|  | Muresul Târgu Mureș | Muresul Târgu Mureș   |                     |                     |             |   |                         | 2                       |                         |                         |  |  |                            |                            |                            |                            |
|  | Crișana Oradea      | Crișana Oradea        | 0                   | 0                   |             |   |                         |                         |                         |                         |  |  |                            |                            |                            |                            |
|  | Crișana Oradea      | Crișana Oradea        | 0                   | 0                   |             |   |                         |                         |                         |                         |  |  |                            |                            |                            |                            |
|  |                     |                       |                     |                     |             |   |                         |                         |                         |                         |  |  |                            |                            |                            |                            |

## Bilan de la saison
| Tableau d'Honneur                   |                   |
| Compétition                         | Vainqueur         |
| Championnat de Roumanie de football | Venus FC Bucarest |